# Любка (растение)

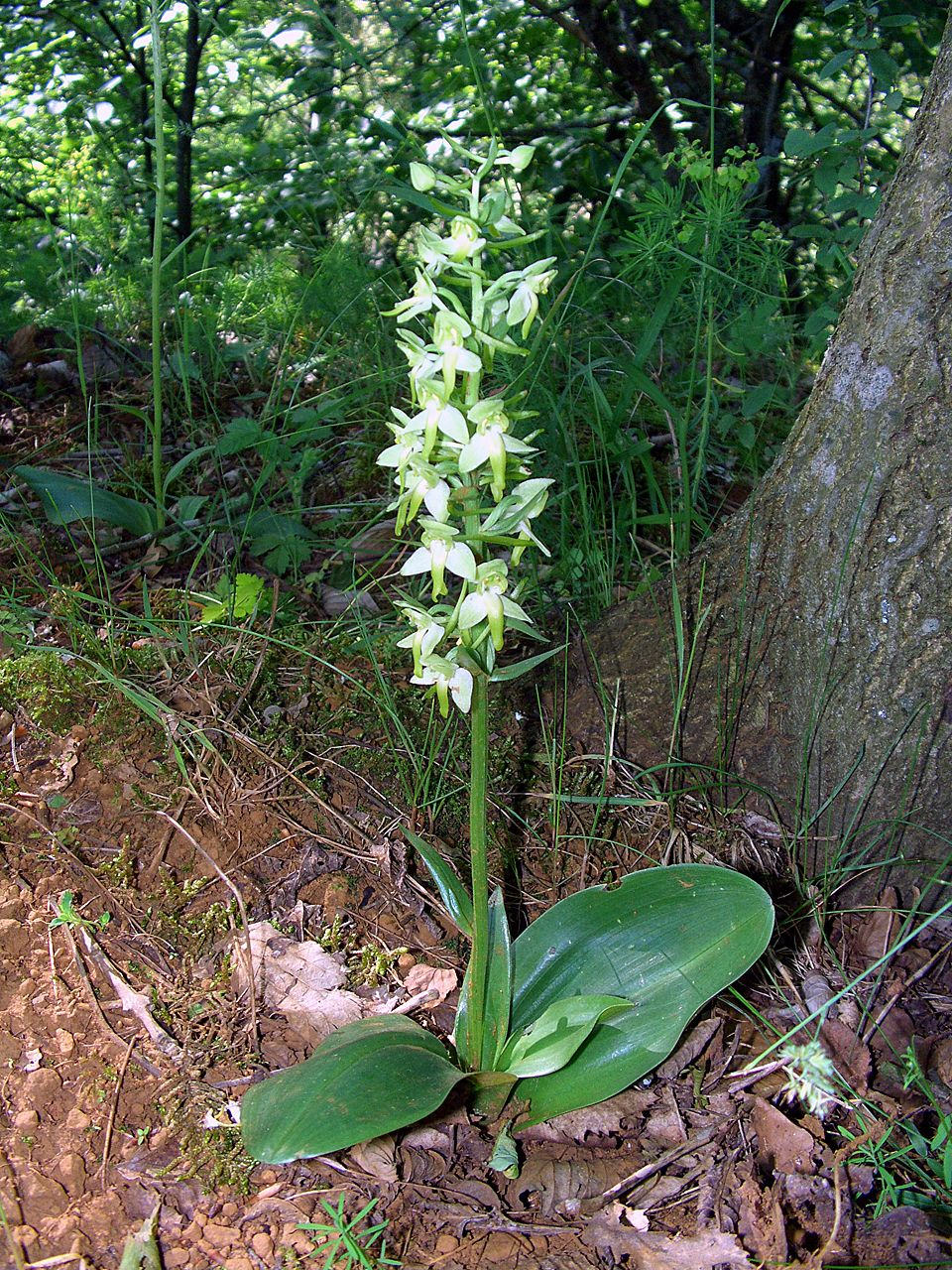
Любка зелёноцветная

Лю́бка (лат. Platanthéra) — род многолетних травянистых растений семейства Орхидные.
Сокращение родового названия в орхидологической литературе — P..
В мировой флоре около 120—150 видов.

## Синонимы
| - Lysias Salisb., 1812 - Sieberia Spreng., 1817 - Mecosa Blume, 1825 - Diplanthera Raf., 1833 - Tulotis Raf., 1833 - Perularia Lindl., 1835 - Blephariglottis Raf., 1837 - Conopsidium Wallr., 1840 | - Limnorchis Rydb., 1900 - Lysiella Rydb., 1900 - Galeorchis Rydb., 1901 - Gymnadeniopsis Rydb., 1901 - Pseudodiphryllum Nevski, 1935 - Amerorchis Hultén, 1968 - Fimbriella Farw. ex Butzin, 1981 - ×Platanthopsis P.M.Br., 2002 |

## История описания
Род Любка был описан французским ботаником Л. Ришаром в 1817 году. Ришар отнёс к роду Любка только один вид, любку двулистную (Platanthera bifolia), выделив его из сборного рода Ятрышник (Orchis).
После описания рода новое родовое название — Platanthera — далеко не сразу стали употреблять в ботанической литературе. Фактически род Любка получает признание лишь после работ Г. Г. Райхенбаха и орхидолога Дж. Линдли.
Многие виды любки и близких родов были изначально описаны в составе рода Поводник (Habenaria). Окончательное признание в мировой литературе род Любка получает лишь в начале XX века, когда его отделяют от сходного с ним рода Поводник.
В начале XXI века род продолжает пополняться новыми видами. В 2006 году было опубликовано описание нового вида Platanthera tescamnis из Северной Америки; в 2007 году российскими ботаниками Л. В. Аверьяновым и П. Г. Ефимовым описан новый вид Platanthera epiphytica из Вьетнама.
Несмотря на определённые достижения в изучении рода, Любка всё ещё остаётся одной из малоизученных.

## Название
Латинское научное название рода происходит от греч. πλατύς (platys) — широкий и ανθήρ (anther) — пыльник. Ришар, описывая род и присваивая ему имя, подразумевал под Platanthera растение (орхидею) с широким пыльником.:652
Русское название рода, «любка», связано с древними преданиями о том, что клубни этого растения (прежде всего имелась в виду широко распространённая любка двулистная) обладают магическими свойствами, являясь любовным снадобьем, приворотным зельем.

## Распространение
Представители рода Любка распространены в Северной Америке, Евразии, на Азорских островах, в Северной Африке и Японии.
Предполагается, что возникновение рода произошло в Северной Америке в первой половине третичного периода. Вероятно, представители рода Любка заселили Азию во второй половине третичного периода, проникнув в неё из Северной Америки через Берингию. Первичные виды рода, проникнув в Азию, сформировали вторичные очаги разнообразия, из которых сейчас существуют два — притихоокеанско-восточноазиатский и восточногималайско-сикано-юньнаньский.
Из вторичного центра разнообразия рода в Восточной Азии расселение видов рода, сопровождавшееся видообразованием, происходило во всех доступных направлениях. «Двулистные любки», распростряняясь, заселили почти всю Европу, Средиземноморье и Кавказ. Вероятно, они пришли в Европу с мезофильной широколиственной листопадной флорой в миоцене или плиоцене.

## Морфологическое описание

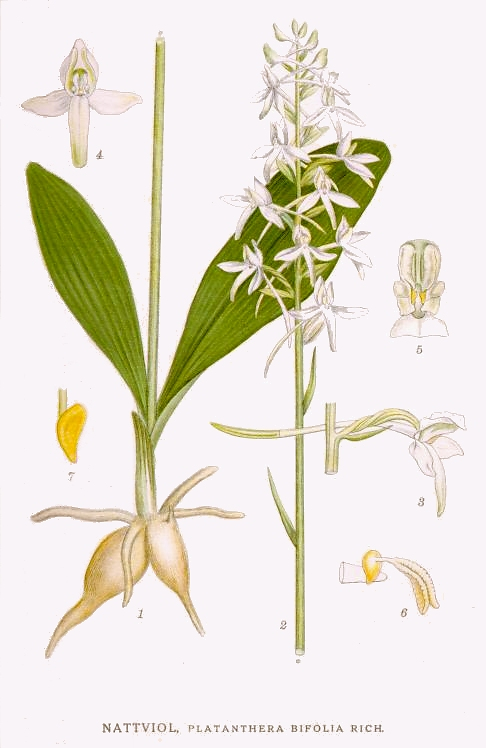
Любка двулистная..

Любки — симподиальные растения мелких и средних размеров.
Побег надземный (от 2 до 165 см) и подземный — более или менее утолщённый стеблекорневой тубероид. Из верхушечной почки тубероида развивается надземный побег, который несёт более или менее видоизменённые очерёдные листья и соцветие. Почка, находящаяся под землёй в пазухе чешуевидных листьев, образует 1—3 дочерних тубероида, а в междоузлиях между этими чешуевидными листьями закладываются придаточные корни.
У некоторых тропических видов рода Любка (Platanthera epiphytica, Platanthera angustata, Platanthera papuana, Platanthera arfakensis) надземная часть представлена двумя побегами, находящимися на разных стадиях своего развития. На первый год побег образует розетку из нескольких прикорневых листьев, а на следующий год — цветонос. К этому времени уже сформирован молодой вегетативный побег.
Строение стеблекорневого тубероида имеет важное таксономическое значение на уровне родов и видов. Тубероиды большинства видов имеют короткую стеблекорневую часть (длиной менее 1 см) и у различных видов могут сильно различаться по степени утолщённости.
Листья пликатные, лишены опушения, значительно различаются по количеству, расположению на стебле, форме и размеру. Все эти признаки имеют важное таксономическое значение, особенно для внутриродовой классификации. Форма листовой пластинки варьирует от линейной до округлой.
Соцветие — терминальный колос, насчитывающий в своем составе от 1—3 до 100 и даже более цветков. Цветок располагается в пазухе прицветного листа, сидячий, 0,5—1,5 см в диаметре. Листочков околоцветника шесть. Срединный чашелистик у большинства видов тесно сближен с боковыми лепестками, образуя так называемый шлем. Губа в основании образует шпорец. Такие черты строения губы, как форма, наличие утолщений, длина шпорца имеют важное систематическое значение. У большинства видов губа цельная, имеет форму от узколанцетной до ромбической. В середине цветка располагается колонка (гиностемий) — особый орган, характерный для орхидных, формирующийся при срастании столбика рыльца и тычинок. Спереди на колонке расположены рыльцевая поверхность и две теки пыльника. У всех представителей рода сохраняется всего одна тычинка. Прилипальце прилипает к голове или другим частям насекомого-опылителя во время посещения им цветка в поисках нектара. Улетая, опылитель уносит с собой из цветка весь поллинарий. Через некоторое время ножка прикреплённого к опылителю поллинария подсыхает и немного изгибается так, что при посещении других цветков поллиний касается рыльца цветка, осуществляя опыление. В арктических широтах опылителями служат кровососущие комары Aedes. Завязь у всех видов скручена на 180° вокруг своей оси, так что губа располагается внизу цветка.
Плод — сухая коробочка, вскрывающаяся при созревании шестью щелями. Семена очень мелкие, 200—700 мкм длиной. Семя имеет однослойную семенную кожуру из мёртвых клеток, которая окружает недифференцированный зародыш. Эндосперм отсутствует.
Наиболее характерно диплоидное число хромосом 2n = 42. Встречаются полиплоидные виды, в частности, триплоиды (Platanthera obtusata), тетраплоиды (Platanthera minutiflora) и гексаплоиды (Platanthera oligantha). Для отдельных видов сообщалось о случаях анеуплоидных изменений кариотипа (2n = 16, 40, 32, 80).

## Систематика
Во всех современных работах, включая молекулярно-филогенетические исследования, род Любка относят к трибе Orchideae подсемейства Orchidoideae, что определяется довольно близким родством Любки и типового рода семейства, Ятрышник (Orchis). Вопрос об отнесении рода к какой-либо из подтриб решается различными авторами по-разному.

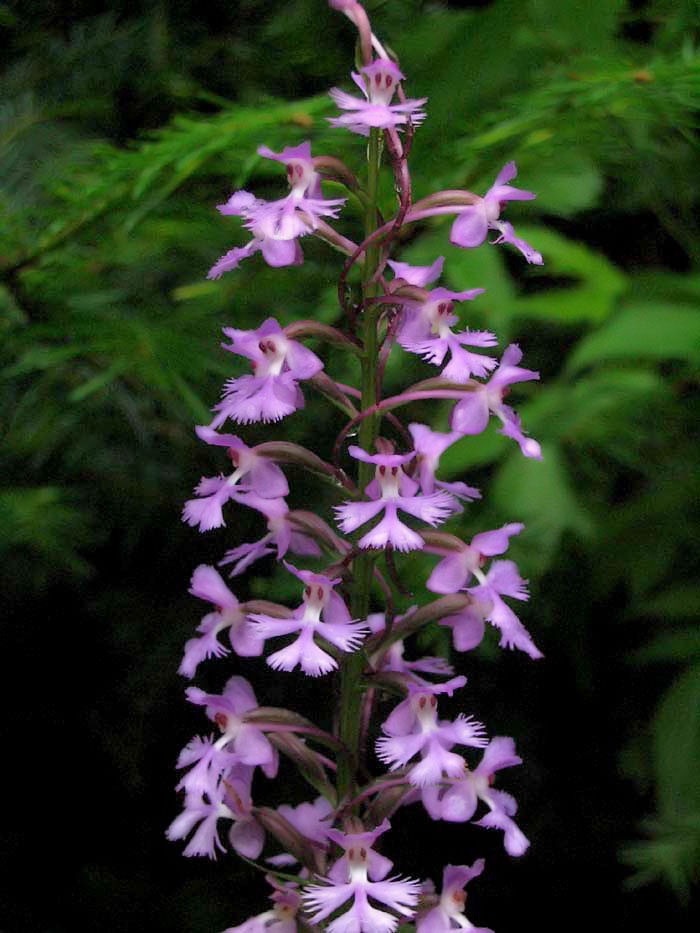
Platanthera grandiflora

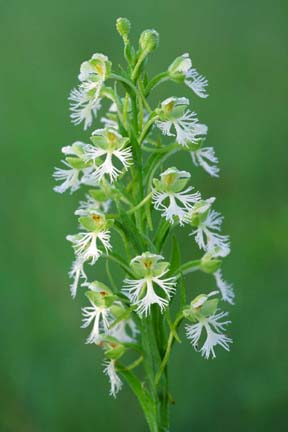
Platanthera leucophaea

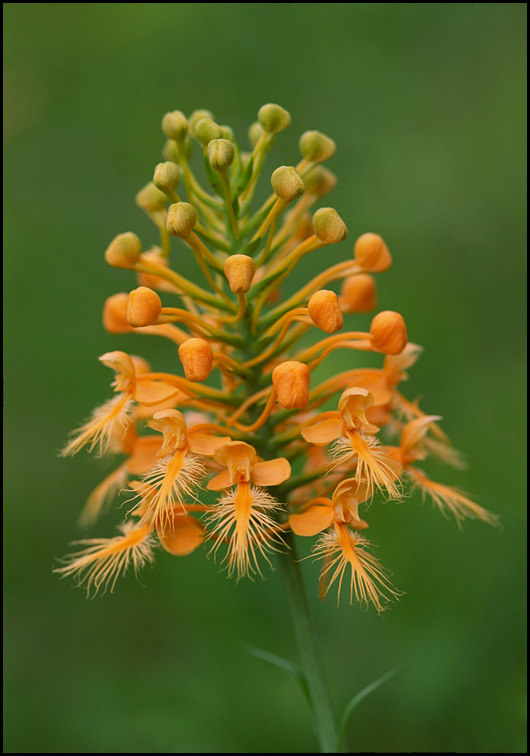
Platanthera ciliaris

## Виды
По современным представлениям, во флоре России встречаются следующие виды:
- Platanthera bifolia (L.) Rich. typus[10] — Любка двулистная
- Platanthera chlorantha (Custer) Rchb. — Любка зелёноцветная
- Platanthera chorisiana (Cham.) Rchb.f.
  - Platanthera chorisiana var. chorisiana
  - Platanthera chorisiana var. elata Finet
- Platanthera convallariifolia (Fisch. ex Lindl.) Lindl. — Любка ландышелистная
- Platanthera densa Freyn
  - Platanthera densa subsp. densa [syn.  Platanthera freynii Kranzl. — Любка Фрейна]
  - Platanthera densa subsp. orientalis (Schltr.) Efimov [syn.  Platanthera chlorantha var. orientalis Schltr.]
- Platanthera dilatata (Pursh) Lindl. ex L.C.Beck
  - Platanthera dilatata var. albiflora (Cham.) Ledeb.
- Platanthera fuscescens (L.) Kraenzl. — Любка буреющая
- Platanthera hologlottis Maxim.
- Platanthera komarovii Schltr.
- Platanthera mandarinorum var. cornu-bovis (Nevski) Kitag. [syn.  Platanthera cornu-bovis Nevski — Любка бычий рог][11]
- Platanthera metabifolia F.Maek.
- Platanthera oligantha Turcz.[12]
- Platanthera ophrydioides F.Schmidt — Любка офрисовидная
- Platanthera sachalinensis F.Schmidt — Любка сахалинская
- Platanthera tipuloides (L.f.) Lindl. — Любка комарниковая
  - Platanthera tipuloides var. tipuloides [syn.  Orchis tipuloides]
  - Platanthera tipuloides var. sororia (Schltr.) Soó [syn.  Platanthera sororia Schltr.]
  - Platanthera tipuloides var. behringiana (Rydb.) Hultén [syn.  Limnorchis behringiana]
- Platanthera ussuriensis (Regel) Maxim.

## Гибридизация
Широко распространена внутриродовая гибридизация.
Известны также гибриды любки двулистной (Platanthera bifolia) и любки зелёноцветной (Platanthera chlorantha) с некоторыми видами родов Анакамптис (Anacamptis), Пололепестник (Coeloglossum), Пальчатокоренник (Dactylorhiza), Кокушник (Gymnadenia) и Ятрышник (Orchis).
Список естественных гибридов по данным Королевских ботанических садов в Кью:
- Platanthera × andrewsii (M.White) Luer, 1975 (Platanthera lacera × Platanthera psycodes)
- Platanthera × apalachicola P.M.Br. & S.L.Stewart, 2003 (Platanthera chapmanii × Platanthera cristata)
- Platanthera × beckneri P.M.Br., 2002 (Platanthera blephariglottis var. conspicua × Platanthera cristata)
- Platanthera × bicolor (Raf.) Luer, 1972 (Platanthera blephariglottis × Platanthera ciliaris)
- Platanthera × canbyi (Ames) Luer, 1972 (Platanthera blephariglottis × Platanthera cristata)
- Platanthera × channellii Folsom, 1984 (Platanthera ciliaris × Platanthera cristata)
- Platanthera × hollandiae Catling & Brownell, 1999 (Platanthera lacera × Platanthera leucophaea)
- Platanthera × hybrida Brügger, 1880 (Platanthera bifolia × Platanthera chlorantha)
- Platanthera × lueri P.M.Br., 2002 (Platanthera blephariglottis var. conspicua × Platanthera ciliaris)
- Platanthera × mixta Efimov, 2006 (Platanthera densa × Platanthera metabifolia)
- Platanthera × okubo-hachijoensis K.Inoue, 1983 (Platanthera angustata × Platanthera okuboi)
- Platanthera × ophryotipuloides K.Inoue, 1983 (Platanthera mandarinorum × Platanthera tipuloides)
- Platanthera × osceola P.M.Br. & S.L.Stewart, 2003 (Platanthera chapmanii × Platanthera ciliaris)
- Platanthera × reznicekii Catling, 1999 (Platanthera leucophaea × Platanthera psycodes)
- Platanthera × vossii F.W.Case, 1983 (Platanthera blephariglottis × Platanthera clavellata)

Естественные гибриды, встречающиеся во флоре России:
- Platanthera × graebneri (M.Schulze) Domin (Platanthera bifolia × Platanthera chlorantha)
- Platanthera × hybrida f. graebneri M.Schulze
- Platanthera × mixta Efimov (Platanthera densa × Platanthera metabifolia)

## Охрана исчезающих видов
Любки, произрастающие на территории России, не находятся под непосредственной угрозой вымирания. Ни один вид не внесён и в «Красную книгу Российской Федерации» (1988) и её дополнения. Но это не означает, что нет необходимости в охране тех или иных видов в конкретных регионах России. Во многих областях виды рассматриваемого рода очень редки, что обычно связано с редкостью вида на границе его ареала. В таких случаях даже небольшое негативное антропогенное воздействие может привести к полному исчезновению вида из флоры конкретного региона. Многие виды любок внесены в региональные «Красные книги» и различные списки охраняемых растений.
Все виды рода Platanthera входят в Приложение II Конвенции CITES. Цель Конвенции состоит в том, чтобы гарантировать, что международная торговля дикими животными и растениями не создаёт угрозы их выживанию.

## Значение и применение
Любка имеет декоративное и лекарственное значение. Высушенные молодые корневые клубни содержат до 50 % слизи, крахмал, белки, обладают обволакивающим и антитоксическим действием.